# José Zapata (futbolista)
José Augusto Zapata Guzmán (Talara, 20 de julio de 1957) más conocido como Pata de Rana, es un exfutbolista peruano que se desempeñaba como delantero.
Se ubica entre los máximos goleadores históricos (112 goles) de los torneos de la Primera División de Perú.

## Trayectoria

### Clubes
Gran jugador del Atlético Torino de su ciudad natal de Talara, donde jugó en varias ocasiones en las décadas de los 80 y 90, José Zapata se destacó por sus goles de esquina o desde el centro del campo. Subcampeón de Perú en 1980 , participó en la Copa Libertadores de 1981 (cinco partidos) con el Atlético Torino.
En 1982 se trasladó al Universitario de Deportes de Lima donde se coronó campeón esa temporada. Jugó con este último club en la edición de 1983 de la Copa Libertadores (un partido).
También jugó dos veces con Alianza Atlético de Sullana en 1988-1989 y entre 1993-1994.

### Selección nacional
José Zapata tiene tres partidos en la selección de Perú (sin marcar gol) entre 1980 y 1984. Anteriormente había jugado con la selección olímpica de Perú en el Torneo Preolímpico CONMEBOL 1980.

## Clubes
| Club             | País        | Año       | Goles |
| ---------------- | ----------- | --------- | ----- |
| Atlético Torino  | Perú        | 1978-1981 | 37    |
| Universitario    | Perú        | 1982      | 2     |
| Atlético Torino  | Perú        | 1983-1987 | 49    |
| Alianza Atlético | Perú        | 1988-1989 | 11    |
| Atlético Torino  | Perú        | 1990-1991 | 8     |
| CD FAS           | El Salvador | 1992      | 3     |
| Alianza Atlético | Perú        | 1993-1994 | 5     |

## Palmarés

### Campeonatos nacionales
| Título                     | Club                      | País | Año  |
| -------------------------- | ------------------------- | ---- | ---- |
| Campeonato Descentralizado | Universitario de Deportes | Perú | 1982 |